# 메트로폴리탄 트랜스포테이션 오소리티

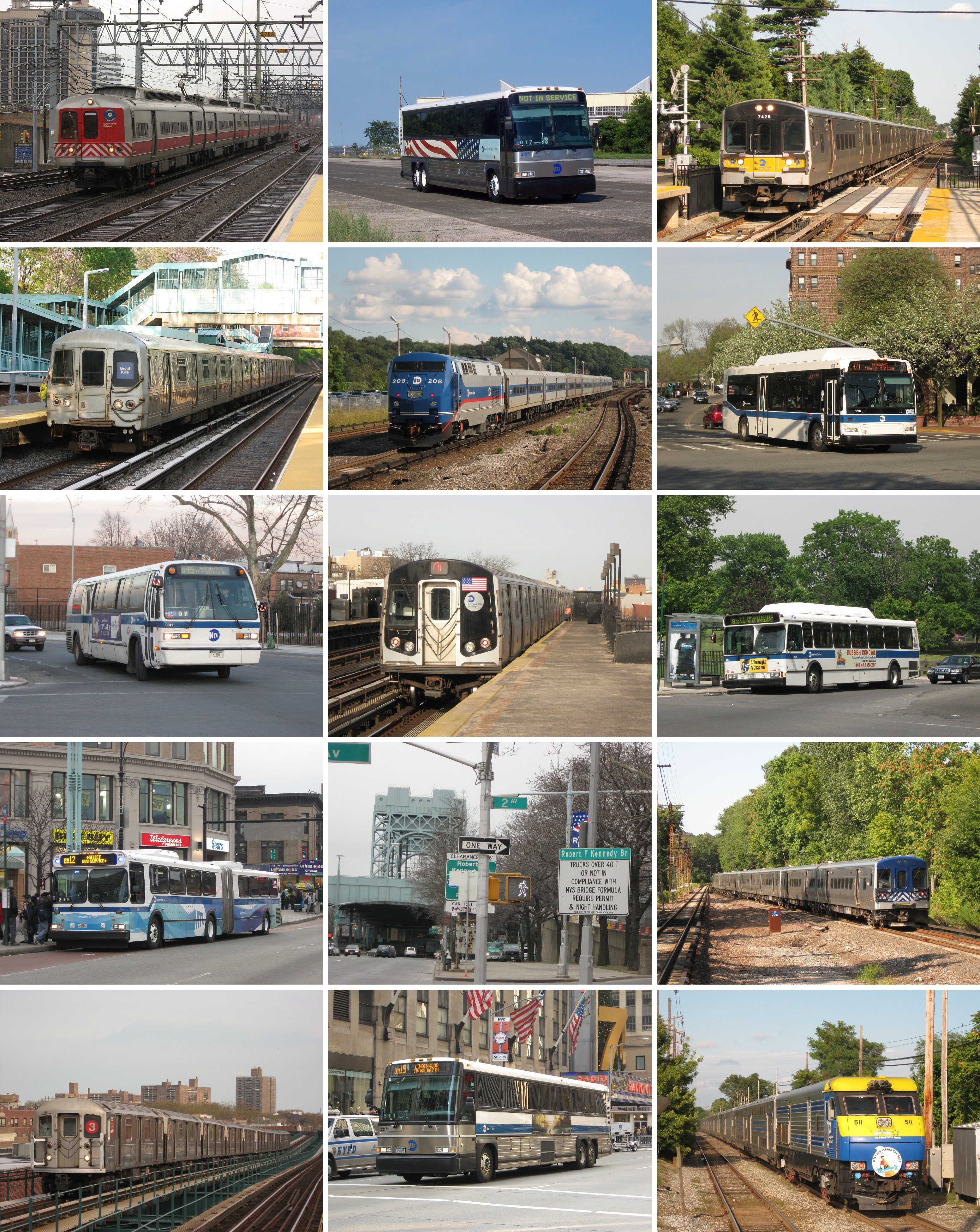

메트로폴리탄 트랜스포테이션 오소리티(Metropolitan Transportation Authority, MTA)는 미국의 뉴욕을 중심으로 뉴욕 도시권 지역의 철도와 버스 등 대중 교통을 운영하는 기관이다. 대한민국과 일본에서는 뉴욕 도시 교통국으로 의역되는 명칭이 사용되는 경우가 많은데, 이것은 명백한 오역이다. MTA는 뉴욕주 정부 부서에서도 아니고, 또한 국가의 도시 교통을 일괄하여 관할 운영하는 기관도 아니다.(뉴욕 교통국 참조.)

## 같이 보기
- 뉴욕의 교통
- 뉴욕 뉴저지 항만공사